# Петрович, Александр (баскетболист)
Александр «Ацо» Петрович (хорв. Aleksandar "Aco" Petrović; род. 16 февраля 1959, Шибеник, Югославия) — югославский и хорватский баскетболист и баскетбольный тренер. Старший брат Дражена Петровича.
Выступал за баскетбольный клуб «Цибона», в составе которого выиграл, в частности, Кубок европейских чемпионов в 1985 и 1986 гг. В составе сборной Югославии по баскетболу — бронзовый призёр Чемпионатов мира 1982 и 1986 гг. и Олимпийских игр 1984 года.
Тренировал Сборную Хорватии по баскетболу (в том числе на чемпионате Европы 1995 года, приведя её к бронзовым наградам).